# Hôtel Bristol (Beaulieu-sur-Mer)
Pour les articles homonymes, voir Hôtel Bristol.
L’hôtel Bristol est un ancien hôtel situé rue du Lieutenant-Colonelli, à Beaulieu-sur-Mer, dans le département des Alpes-Maritimes, en France.

## Histoire
L'hôtel est né de la volonté d’un célèbre fabricant de meubles londonien, Sir Blundell Maple. La construction a été confiée à l'entreprise Baptistin Serraire avec  comme maître d'œuvre J. B. Viale, l'architecte danois Hans-Georg Tersling et Marcello M. architecte de Baptistin Serraire et Cie.
Pour un bâtiment aussi grand et aussi luxueux, sa construction a été rapide. Les premiers travaux sont entamés en février 1897 par l'entrepreneur, ferronnier d'art  Baptistin Serraire et Cie.   La réalisation du bâtiment est terminée le 16 décembre 1898. Après la mise en place des aménagements intérieurs et des meubles provenant de chez Maple and Co, le bâtiment est inauguré le 5 janvier 1899.
L'hôtel a alors 300 chambres réparties sur 5 étages avec 60 chambres par étage disposées le long d'un couloir mesurant 150 m. L'hôtel est du type hôtel-bloc s'articulant autour d'un corps central desservant deux ailes. Les chambres sont accessibles par une rue intérieure. Les chambres du personnel sont au dernier étage. Il y a plusieurs bibliothèques et les pavillons situés aux deux extrémités ont été conçus pour recevoir des concerts ou des pièces de théâtre.
À l'extérieur, un bâtiment rond avec une grande salle circulaire à absides vitrées, coiffée d’une coupole, commencé en 1899 et terminé en janvier 1904 par les mêmes architectes, ancienne dépendance de l'hôtel Bristol, restaurant et tea-room initialement ouverte sous le nom de "Verandah Restaurant".
Le 28 mars 1911, un visiteur sortant du train a aperçu des étincelles sortant d'une cheminée à 22 heures 30. Un fort vent souffle au cours de cette soirée. Très rapidement le feu va se propager dans toute la couverture et les deux derniers étages de l'immeuble. Les pompiers de Beaulieu, aidés par ceux de Nice et des chasseurs alpins réussissent à maîtriser l'incendie à 4 heures du matin. L'incendie a pu être maîtrisé en tenant compte du fait que tous les planchers, jusqu'au quatrième étage étaient en ciment armé. Le commandant des pompiers avait choisi d'inonder les étages supérieurs. Le feu a réduit à néant les deux étages supérieurs, cependant le reste du bâtiment n'était pas trop touché. 
Rapidement des travaux sont entrepris pour remettre en état ce qui reste de l'hôtel et lui redonner tout son lustre mais il n'aura plus que quatre étages. Il est fin prêt pour recevoir sa clientèle pour la saison 1911-1912.
Au début de la Première Guerre mondiale, l'hôtel est converti en hôpital militaire pour accueillir les blessés revenus du front, comme beaucoup des palaces et grands hôtels de la Côte d'Azur. Il devient hôpital complémentaire no 28, et le restera jusqu'en 1916. L'activité touristique de l'hôtel reprendra lors de la saison d'hiver 1916-1917.
Après le premier conflit mondial, l'hôtel, dirigé par monsieur A.E. Tillett, s'agrémente de trois courts de tennis en terre battue. Ces courts accueilleront les premiers tournois du Beaulieu Lawn Tennis sous la direction de monsieur C.M. Ridding dès 1920.
Pendant les combats du massif de l'Authion, en avril 1945, la Rotonde a servi d'hôpital pour soigner les soldats de la 1re division française libre.
En 1954, l'hôtel est racheté par le promoteur Saglia et transformé en copropriété haut de gamme. Ses jardins sont pour partie cédés à la commune de Beaulieu, ainsi que les courts de tennis. L'immeuble conserve son aspect extérieur d'origine, sa décoration en stuc et une partie du vaste hall d'entrée. Seuls les éléments liés à sa destination d'origine ont été modifiés pour les transformer en appartements. 
La Rotonde constitue un lot de copropriété de l'immeuble. Elle est longtemps laissée sans entretien par ses propriétaires successifs et frôle la démolition. Au cours des années 1970, elle est expropriée au profit de la commune de Beaulieu. En 1982, à l'issue de gros travaux de remaniement, elle est transformée en centre de congrès, puis exploitée par le Groupe Partouche au cours des années 1990. Elle ne sera plus utilisée à partir de 2001. Depuis octobre 2011, elle a repris une vocation festive et réceptive avec l’ouverture des Salons de la Rotonde Lenôtre de Beaulieu malgré des contentieux judiciaires toujours en cours avec le syndicat des copropriétaires du Bristol ,,

## Protection du patrimoine
Les façades, la toiture ainsi que le jardin de l'ancien hôtel sont inscrits à l'inventaire des monuments historiques par arrêté du 4 février 2022.
La Rotonde, quant à elle, a été inscrite au titre des monuments historiques par arrêté du 23 juin 1978.